# Titina – Ein tierisches Abenteuer am Nordpol
Titina – Ein tierisches Abenteuer am Nordpol (Originaltitel Titina) ist ein Animationsfilm von Kajsa Næss. Er erzählt die wahre Geschichte der Hündin „Titina“, einem kleinen Terrier, der 1926 gemeinsam mit seinem Herrchen, dem italienischen Luftschiffingenieur Umberto Nobile, und dem norwegischen Entdecker Roald Amundsen mit einem Luftschiff den Nordpol erkundete. Der Film kam im Oktober 2022 in die norwegischen Kinos. Der Kinostart in Deutschland erfolgte Anfang November 2023.

## Handlung

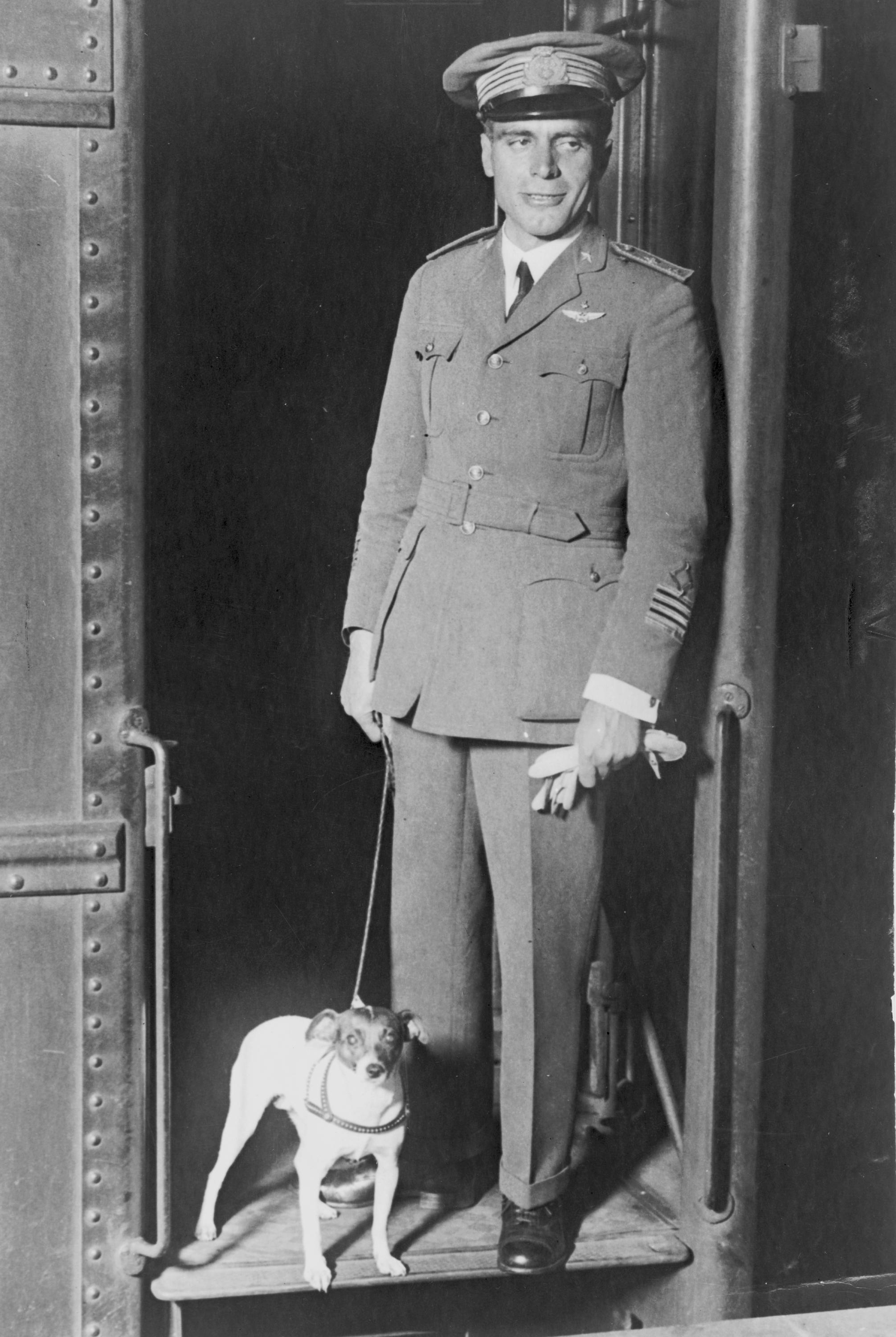
Titina ist immer dabei, als der italienische Luftschiffingenieur Umberto Nobile die Welt entdeckt, auch bei seiner „Norge“-Luftschiffexpedition mit Roald Amundsen im Jahr 1926

Der italienische Luftschiffingenieur Umberto Nobile genießt ein ruhiges Leben mit seiner geliebten Hündin Titina. Er hat sie irgendwo in den Straßen Roms gefunden. Als Nobile eines Tages von dem norwegischen Entdecker Roald Amundsen kontaktiert wird, der mit ihm zum Nordpol fliegen will, ist er von dem Gedanken schnell angetan. So begeben sich Amundsen, Nobile und Titina auf eine Expedition zum letzten unentdeckten Ort der Erde.

## Produktion

### Wahre Begebenheit
Der Film erzählt die wahre Geschichte von „Titina“, einer kleinen Terrierhündin, die 1926 gemeinsam mit dem italienischen Entdecker Umberto Nobile und dem Norweger Roald Amundsen zum Nordpol flog. Im August 1926 wurde „Titina“ vom faschistischen Tierschutzverein mit einer goldenen Medaille ausgezeichnet, welche die Aufschrift „Dem treuen und mutigen Begleiter des großen Polentdeckers“ trug. Der schwarzweiße Terrier „Titina“ war nicht nur unzertrennlicher Begleiter auf seinen Flügen, sondern auch regelmäßig auf Fotos des Generals zu sehen. Nobile ließ „Titina“ nach dem Tod des Hundes ausstopfen und stellte ihm in seinem Arbeitszimmer neben einem Modell des Luftschiffs „Italia“ aus.

### Regie und Drehbuch
Regie führte Kajsa Næss, die gemeinsam mit Per Schreiner auch das Drehbuch schrieb. Titina ist das Langfilmdebüt von Næss. Zuvor führte die Norwegerin bei einigen mehrfach ausgezeichneten Kurzfilmen wie Bygningsarbeidere oder It's Up to You Regie.

### Veröffentlichung
Am 21. Oktober 2022 kam der Film in die norwegischen Kinos und eine Woche später in die schwedischen. Im März 2023 wurde er beim New York International Children’s Film Festival gezeigt. Seine Deutschlandpremiere feierte der Film Ende April 2023 beim Internationalen Trickfilm-Festival Stuttgart, wo er im internationalen Wettbewerb vorgestellt wurde. Anfang Juni 2023 wurde er beim Zlín Filmfest gezeigt. Im Juli 2023 wurde er beim Giffoni Film Festival vorgestellt. Ende September 2023 wurde Titina beim Schlingel Film Festival gezeigt. Am 2. November 2023 kam der Film in die deutschen Kinos. Anfang November 2023 wurde er auch bei den Nordischen Filmtagen Lübeck und beim Braunschweig International Film Festival gezeigt.

## Rezeption

### Kritiken
Alexandra Seitz von epd Film schreibt, mit großen Flächen, klaren Farben, reduziert wo möglich, detailreich wo geboten und zugespitzt wo angebracht sei die Animation im Film klassisch und schlicht. Von Mussolini als Witzfigur abgesehen klammere Titina etwaige politische Dimensionen des Geschehens aus und konzentriere sich stattdessen auf die von Konkurrenz strapazierte Freundschaft zwischen Umberto Nobile und Roald Amundsen. Immer wieder erlaube Kajsa Næss sich und ihrer tierischen Heldin Ausflüge in eine surreale Welt, während Amundsen von Terrier-Terrine träumt. Im gemächlichen Tempo eines Luftschiffs dahingleitend, verzichte Titina auf eine von Aufreger zu Aufreger hechelnde Dramaturgie und setze seine ganz Kraft darein, ein warmherziger und humorvoller und obendrein noch schön anzusehender Film zu sein.
Die Deutsche Film- und Medienbewertung zeichnete den Film mit dem Prädikat „besonders wertvoll“ aus. In der Begründung heißt es, der Film habe einen langen Atem, denn in ihm werde sorgfältig und mit einem Reichtum an Details erzählt, der von langen und genauen Recherchen kündet. Titina wirke wie ein Gegenentwurf zu den gängigen Animationsfilmen, die in Hollywood, aber auch in Europa als Actionspektakel mit einem manischen Timing inszeniert werden. Der Film sei auch deshalb reizvoll für das Auge, weil Næss einfallsreich immer neue und interessante Perspektiven finde, aus denen auf das Luftschiff geschaut wird. Auch die sozialen und politischen Umstände, die die Polarflüge beeinflussten, behandele der Film.

### Auszeichnungen
Giffoni Film Festival 2023
- Nominierung im Wettbewerb Elements +6[10]

Internationales Trickfilm-Festival Stuttgart 2023
- Nominierung im Internationalen Langfilmwettbewerb[8]

Nordische Filmtage Lübeck 2023
- Nominierung als Bestes Spielfilmdebüt
- Nominierung für den Kinder- und Jugendfilmpreis
- Nominierung für den Preis der Kinderjury[16]

Zlín Filmfest 2023
- Nominierung im International Competition of Feature Films – Kinder ab 10 Jahre
- Auszeichnung mit dem Karel Zeman Award – Special Recognition for Best Visual Concept in a Feature Film in the Children’s Category
- Auszeichnung mit dem Award of the Children’s Jury for Best Feature Film in the Children’s Category[9][17]